# Cedric Tillman
Cedric Jashon Tillman (Las Vegas, 19 aprile 2000) è un giocatore di football americano statunitense che milita nel ruolo di wide receiver per i Cleveland Browns della National Football League (NFL).

## Carriera

### Cleveland Browns
Al college Tillman giocò a football a Tennessee. Fu scelto nel corso del terzo giro (74º assoluto) del Draft NFL 2023 dai Cleveland Browns. Debuttò come professionista subentrando nella gara del primo turno vinta contro i Cincinnati Bengals. Nella settimana 4 ricevette il suo primo passaggio da 5 yard dall'altro rookie Dorian Thompson-Robinson. La sua prima stagione si chiuse con 21 ricezioni per 224 in 14 presenze, di cui 3 come titolare.
Nell'ottavo turno della stagione 2024 Tillman ricevette dal quarterback Jameis Winston 99 yard e 2 touchdown nella vittoria a sorpresa sui Baltimore Ravens.

## Vita privata
Il padre, anch'egli chiamato Cedric Tillman, giocò nella NFL per i Denver Broncos e i Jacksonville Jaguars.